# Lempira (cacic lenca)
Lempira (1499? - 1537) fou un cacic del poble lenca que va lluitar contra els espanyols durant la dècada de 1530.
Lempira ("senyor de la muntanya", en lenca) va ser comissionat pel cacic Entepica, per tal que organitzés la resistència a la penetració espanyola. El 1537, tenint com a base d'operacions el puig de Cerquín, es va aliar amb el subgrup lenca dels cares; i va reunir un exèrcit de prop de 30.000 soldats, procedents de 200 pobles. El seu exemple va servir per tal que altres grups s'alcessin també en armes a la vall de Comayagua, a la regió que avui dia es coneix com el departament de Lempira, a Hondures. Els intents espanyols per derrotar-lo, dirigits per Francisco de Montejo i el seu capità Alonso de Cáceres, van resultar infructuosos durant anys.
La versió tradicional, que es basa en l'obra del cronista Antonio de Herrera y Tordesillas (Història general dels fets dels castellans a les illes i la terra ferma del mar Oceà), afirma que Lempira va ser mort a traïció. Els espanyols varen convèncer Lempira que acceptés trobar-se amb dos representants de Cáceres per negociar la pau. A la reunió, un arcabusser va disparar al cacic repetides vegades, des de dalt d'un cavall, i va posar fi a la vida de Lempira. Una altra versió, redactada a Mèxic el 1558 i trobada a l'Arxiu d'Índies, afirma que Lempira va morir en combat, cos a cos, i que posteriorment se li va tallar el cap, com a prova fefaent de la seva mort.
Hondures li ha posat el seu nom a la moneda nacional, la lempira (codi ISO 4217: HNL). També commemora el nom del cacic lenca la ciutat de Puerto Lempira, capital del departament hondureny de Gracias a Dios, i el ja esmentat departament de Lempira.